# Orehovica (gmina Vipava)
Orehovica – wieś w Słowenii, w gminie Vipava. W 2018 roku liczyła 150 mieszkańców.